# Port lotniczy Mwadui
Port lotniczy Mwadui (ang. Mwadui Airport, kod IATA: MWN, kod ICAO: HTMD) – port lotniczy zlokalizowany w tanzańskim mieście Mwadui.